# Amnon Ben-Tor
Amnon Ben-Tor (1935 – 22. srpna 2023) byl izraelský archeolog a emeritní profesor Hebrejské univerzity v Jeruzalémě. Jeho hlavním odborným zájmem byla archeologie starověkého Blízkého východu a především biblická archeologie.
Amnon Ben-Tor je známý pro vykopávky v Tel Jokne'amu a v Tel Chasóru, které podnikal od 90. let dvacátého století. Dříve se podílel na vykopávkách v Tel Chasóru a v Masadě pod vedením Jiga'ela Jadina. Je jedním z mála zastánců teorie jednotné invaze o dobytí Kanaánu představené ve 30. letech dvacátého století Williamem Albrightem a zastávané také Jiga'elem Jadinem. Za svůj odborný přínos v archeologii obdržel v roce 2019 Izraelskou cenu.
Zemřel 22. srpna 2023 v Jeruzalémě ve věku 88 let.